# Anatolii Kovalevskyi
Anatolii Kovalevskyi, né le 24 juin 1990, est un fondeur et biathlète handisport ukrainien.

## Palmarès

### Jeux paralympiques d'hiver

#### Ski de fond
| Épreuve / Édition   | relais | sprint | 10 km | 20 km |
| ------------------- | ------ | ------ | ----- | ----- |
| JP 2014 Sotchi      | 4e     | -      | 8e    | -     |
| JP 2018 Pyeongchang | 5e     | -      | -     | -     |

#### Biathlon
| Épreuve / Édition   | 7,5 km Malvoyants | 12,5 km Malvoyants | 15 km Malvoyants |
| ------------------- | ----------------- | ------------------ | ---------------- |
| JP 2014 Sotchi      | 6e                | DNF                | Argent           |
| JP 2018 Pyeongchang | Bronze            | 8e                 | 4e               |